# Allan Ehwert
Allan Ehwert, egentligen Allan Evert Zachrisson, född 12 oktober 1912 i Gudmundrå församling, Västernorrlands län, död 17 oktober 1998 i Stockholm, var en svensk populärkompositör och sångare.
Han utbildade sig på handelsskola och deltog i arbetet bland annat i faderns företag i Kramfors innan han flyttade till Stockholm där han så småningom hade sin försörjning inom Postverket under ett trettiotal år. Han samarbetade i början med Berta Önnerberg men övergick efter en tid till att mestadels skriva både text och musik själv. Den första astronauten Jurij Gagarin tillägnade han Kosmisk vaggvisa. Med dalaskaldinnan Hildur Forsmark gjorde han bland andra visan Rallarrosen. Vid folkparksturnéer kallade han sig "Den sjungande brevbäraren". Han höll sig ständigt aktuell genom att skriva låtar om de senaste händelserna.
Han var från 1944 gift med Anne Birgit Zachrisson (1912–1999).

## Kompositioner i urval
Huvudsaklig källa: Libris
- Aldrig fler än två, musik Allan Ehwert, text Pepita
- Alla flickors vals, text och musik Ulla Österberg och Allan Ehwert
- Au Café de la Paix = På Café de la Paix, text och musik Allan Ehwert
- Auktion på Skansen, text och musik Allan Ehwert
- Blomman och flickan, text Erik Rosén, musik Allan Ehwert
- Blommande ljung (sångvals), musik Allan Ehwert, text Gustaf Schröder
- Blommande syrener, text och musik Allan Ehwert
- Bön vid Bosporen (Flickan från Bosporen), text och musik Allan Ehwert
- Dalen vid sjön, text och musik Allan Ehwert
- De blå bergen, text Hildur Forsmark, musik Allan Ehwert
- De lyckliga öarnas sång (The island song), text Hildur Forsmark, musik: Allan Ehwert
- De två (Tous deux), text och musik Allan Ehwert
- Den kvällen i Las Palmas (Aquella noche en Las Palmas) (tango), text och musik Allan Ehwert
- Din vita viol, text Allan Ehwert, musik Berta Önnerberg
- Ditt leende, text och musik Allan Ehwert
- Egyptisk natt (The Egyptian night), text och musik Allan Ehwert
- En afton vid Klampenborg, text och musik Allan Ehwert
- En julstjärna från Las Palmas, text och musik Allan Ehwert
- En kunglig tango (tango royal), text och musik Allan Ehwert
- En kväll på Gröna lund, text och musik Allan Ehwert
- En soldag på Sofiero, text och musik Allan Ehwert
- En vals till avsked, text och musik: Allan Ehwert
- En väderkvarn på Skåneslätten, text och musik Allan Ehwert
- Flickan mitt emot foxtrot, musik Allan Ehwert, text Erik Rosén
- Fullmåne över Neva (tango), text och musik Allan Ehwert
- Gullunge (hambo), text Ch. Henry, musik Allan Ehwert
- I ett vitt litet hus (I rosornas trädgård) (tango), text och musik Allan Ehwert
- I skymningen, text och musik Allan Ehwert
- I Vita Husets trädgård (In the garden of the White House), text och musik: Allan Ehwert
- Indira (Daughter of the Orient), text och musik Allan Ehwert
- Jag vill sprida min glädje (I want to spread my happiness), text och musik: Allan Ehwert
- Kväll vid Siljan, text Hildur Forsmark, musik Allan Ehwert
- Kärleken trivs i Paris (Qui, l'amour est bon ʹa Paris) (valse-musette), text och musik Allan Ehwert
- Lite kärlek, lite sol, musik Allan Ehwert, text Pepita
- Min Parismodell, text och musik Allan Ehwert
- Mr. Aktuellt – damernas egen tango, text Jan Arw, musik: Allan Ehwert
- Måndrömmar, musik Allan Ehwert, text Gustaf Schröder
- Månglitter (Moon over New York), text och musik Allan Ehwert
- Nipor, text och musik Allan Ehwert
- Nippons blomma, text och musik Allan Ehwert
- Näckrostjärnen, text och musik Allan Ehwert
- När Kolmårdstrollen dansar jenka, text och musik Charles Henry, Allan Ehwert
- När vildrosor dofta (op. 31), text och musik Allan Ehwert
- Nätter vid Adrias kust, text och musik Allan Ehwert
- O, la, la, la (Mi corazon como fianza), text och musik Allan Ehwert
- Paris, la ville lumière, text och musik Allan Ehwert
- Pass för högern (marschvisa), musik Allan Ehwert, text Yes Box
- På heden, text: Hildur Forsmark, musik Allan Ehwert
- Rallarrosen, text Hildur Forsmark, musik Allan Ehwert
- Solrosen, text och musik Allan Ehwert
- Sommarens jasminer, text och musik Allan Ehwert
- Spela, zigenare (Ziguenarviolinen gråter), text Erik Rosén, musik Allan Ehwert
- Sången om Lappflickan, sjöngs in av Thory Bernhards
- Tallar vid havet, text Hildur Forsmark, musik Allan Ehwert
- Tallmora hed (Senhöst vid tallmora sjö), text Hildur Forsmark, musik Allan Ehwert
- Tango Las Canteras, text och musik Allan Ehwert
- Tango Place des martyres (Night over Beirut), text och musik Allan Ehwert
- Tibetanska klockors melodi, text och musik Allan Ehwert
- Tutanchamon, text och musik Allan Ehwert
- Under julens stjärnor, text Hildur Forsmark, musik Allan Ehwert
- Vals vid Ringsjön, text och musik Allan Ehwert
- Valsen om Mariehamn, text och musik: Allan Ehwert
- Vid Kärrhamra hed, musik Allan Ehwert, text Estelle Storm
- Vid strömmens vatten (Stockholmsidyll), text och musik Allan Ehwert
- Vita fasader (Fachadas blancas), text och musik Allan Ehwert
- Vita månskensnätter i Athen, text och musik Allan Ehwert
- Yellow moon (cowboy-foxtrot), text och musik Allan Ehwert
- Ökenkaktus (Desert cactus), text och musik Allan Ehwert

## Diskografi i urval
- Vildrosor vals (Allan Ehwert) ; Min lilla rosenknopp vals (Berta Önnerberg). Text: Sverker Ahde / ALLAN EHWERT med ARVID SUNDINS orkester (78-varvare)
- Tindrande ljus (Allan Ehwert) ; En flicka som du (Allan Ehwert -- Helge Wallin) / ALLAN EHWERT. ROLF van DELLINGERS ORKESTER (78-varvare) (1956)
- Den sjungande brevbärarens visor (singel) (1959)
- En kväll på Gröna Lund (singel) (omkr 1974)